# Dwars door België 1954
De tiende editie van Dwars door België werd verreden op zondag 18 en maandag 19 april 1954 (Pasen). Deze editie ging over drie etappes net zoals in 1953.

## 1e etappe

### Wedstrijdverloop
De start van de 1e etappe lag in Waregem en de finish in Eisden. De afstand bedroeg 227 km. Er gingen 144 renners van start in Waregem. Nog voor de Edelareberg ontstond een kopgroep van 4 renners, maar te Ninove was alles weer samen. Na 100 km was er dan weer een nieuwe kopgroep, nu met 7 renners. In Tongeren werd de kopgroep ingelopen en 80 renners kwamen samen. Net voor Eisden wist een groepje van 12 renners net voor het peloton uit te blijven fietsen. Derijcke sprintte het snelst en won deze etappe. 

### Hellingen
Voor zover bekend moesten de volgende hellingen in de 1e etappe beklommen worden:

### Uitslag
| Plaats  | Naam             | Ploeg | Tijd     |
| ------- | ---------------- | ----- | -------- |
| Winnaar | Germain Derijcke |       | 6u04'00" |
| 2       | Marcel Rijckaert |       | z.t.     |
| 3       | Frans Gielen     |       | z.t.     |

## 2e etappe

### Wedstrijdverloop
De 2e etappe ging een dag later van Eisden terug naar Waregem, de afstand bedroeg 204 km. Er gingen 86 renners van start in Eisden. Er stond erg veel wind. Rond Aarschot ontstond er een kopgroep van 13 renners, maar na 150 km bij Aalst werden ze ingelopen. De leider in de wedstrijd, Derijcke, plaatste een stevige demarrage en kreeg 20 renners met zich mee. In Zingem ging het tempo nog eens de hoogte in en bleven er slechts 4 renners op kop, de leider Derijcke en daarnaast Rondele, Schotte en Mertens. In Waregem hadden ze al 1 minuut voorsprong. Rondelé verraste Schotte in de sprint en won deze etappe. De leider Derijcke werd 4e. 

### Uitslag
| Plaats  | Naam            | Ploeg | Tijd     |
| ------- | --------------- | ----- | -------- |
| Winnaar | Florent Rondele |       | 5u31'00" |
| 2       | Briek Schotte   |       | z.t.     |
| 3       | René Mertens    |       | z.t.     |

## 3e etappe

### Wedstrijdverloop
De 3e etappe was een tijdrit rond Waregem, de afstand bedroeg 36 km. De tijdrit werd op dezelfde dag verreden als de 2e etappe.
Leider Derijcke was ijzersterk en liet Schotte achter zich. Omdat hij de 1e en 3e etappe won en in de 2e etappe 4e werd won hij het eindklassement. 

### Hellingen
Voor zover bekend moesten de volgende hellingen in de 3e etappe beklommen worden:

### Uitslag
| Plaats  | Naam             | Ploeg | Tijd     |
| ------- | ---------------- | ----- | -------- |
| Winnaar | Germain Derijcke |       | 53'23"   |
| 2       | Briek Schotte    |       | op 34"   |
| 3       | Florent Rondele  |       | op 2'37" |

## Eindklassement
| Plaats  | Naam             | Ploeg | Tijd      |
| ------- | ---------------- | ----- | --------- |
| Winnaar | Germain Derijcke |       | 12u28'23" |
| 2       | Briek Schotte    |       | op 34"    |
| 3       | Florent Rondele  |       | op 2'57"  |
| 4       | Pino Cerami      |       | op 7'50"  |
| 5       | René Adriaensens |       | op 8'26"  |
| 6       | Frans Gielen     |       | op 9'27"  |
| 7       | Rik Jochums      |       | op 9'49"  |
| 8       | André Pieters    |       | op 9'52"  |
| 9       | Maurice Joye     |       | op 10'50" |
| 10      | Roger Desmet     |       | op 11'08" |

1945 · 1946 · 1947 · 1948 · 1949 · 1950 · 1951 · 1952 · 1953 · 1954 · 1955 · 1956 · 1957 · 1958 · 1959 · 1960 · 1961 · 1962 · 1963 · 1964 · 1965 · 1966 · 1967 · 1968 · 1969 · 1970 · 1971 · 1972 · 1973 · 1974 · 1975 · 1976 · 1977 · 1978 · 1979 · 1980 · 1981 · 1982 · 1983 · 1984 · 1985 · 1986 · 1987 · 1988 · 1989 · 1990 · 1991 · 1992 · 1993 · 1994 · 1995 · 1996 · 1997 · 1998 · 1999 · 2000 · 2001 · 2002 · 2003 · 2004 · 2005 · 2006 · 2007 · 2008 · 2009 · 2010 · 2011 · 2012 · 2013 · 2014 · 2015 · 2016 · 2017 · 2018 · 2019 · 2020 · 2021 · 2022 · 2023 · 2024

Lijst van beklimmingen